# Louis Ollivier
Ne doit pas être confondu avec Louis Félix Ollivier.
Pour les articles homonymes, voir Ollivier.
Louis Ollivier, né à Brest le 5 novembre 1741 et mort le 15 septembre 1810, est un ingénieur naval français.

## Biographie

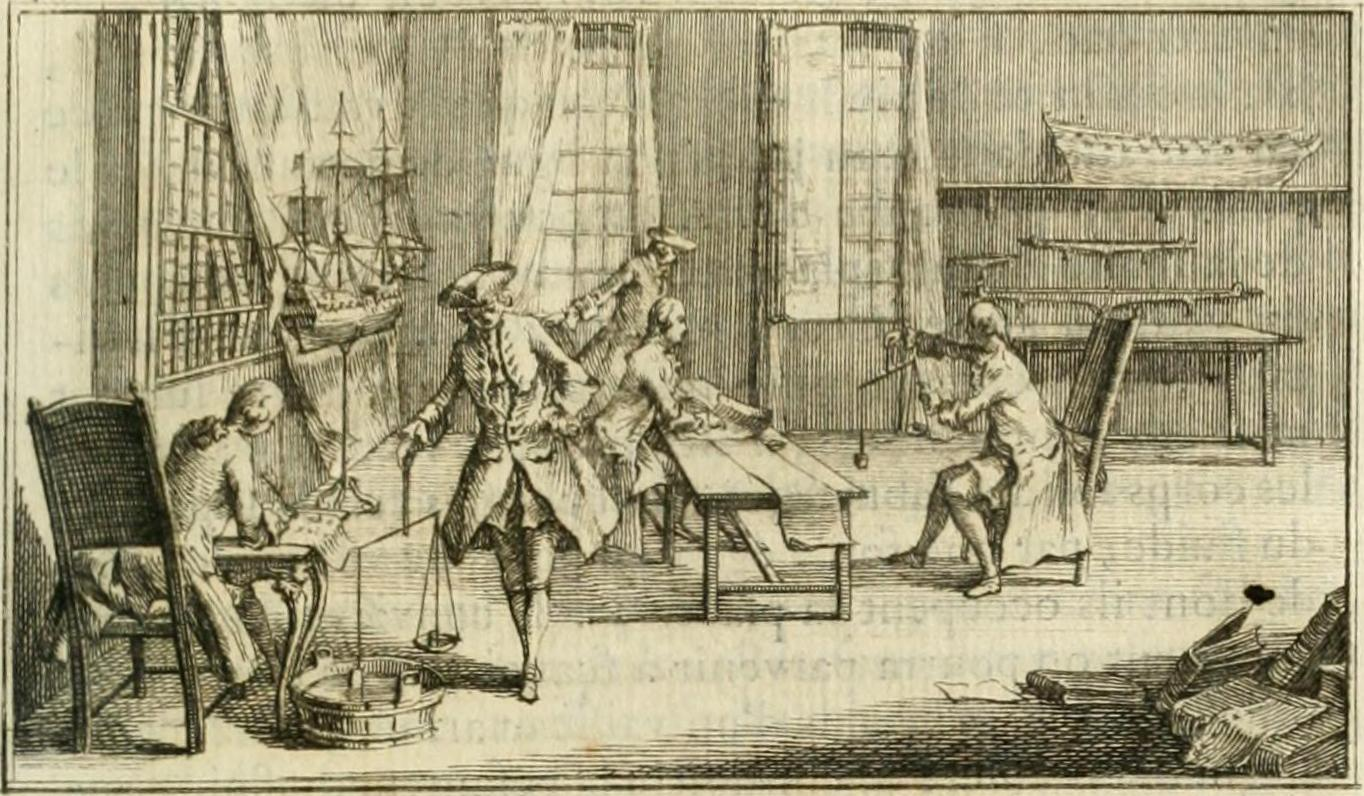
Ingénieurs de Marine au travail au milieu du XVIIIe siècle.

Fils de Blaise-Joseph Ollivier et frère de Joseph-Louis, élève ingénieur (avril 1765), il devient en novembre 1767, sous-ingénieur à Brest. 
Ingénieur constructeur (avril 1774), il est envoyé en mission à Hambourg en mars 1777 pour y commander l'exploitation et la recette des bois pour la marine achetés en Prusse. Il revient en France en 1786, travaille à Brest pour reprend ses fonctions à Hambourg (avril 1792). 
Ingénieur ordinaire (mars 1796), il prend sa retraite en octobre 1809 et s'éteint l'année suivante. 